# جون دوسن
جون دوسن (بالإنجليزية: John Dawson)‏ هو محامي وسياسي أمريكي، ولد في 1762 في فرجينيا في الولايات المتحدة، وتوفي في 31 مارس 1814. حزبياً، نشط في الحزب الجمهوري الديمقراطي. وقد انتخب عضو مجلس نواب الولايات المتحدة عن ولاية فرجينيا وانتخب عضو مجلس النواب الأمريكي.